# کپور سفید هورا
کپور سفید هورا (نام علمی: Cirrhinus macrops) نام یک گونه از تیره کپورماهیان است.